# Cosma Spessotto
Cosma Spessotto, OFM, rodným jménem Sante Spessotto (28. ledna 1923, Mansuè – 14. června 1980, San Juan Nonualco) byl italský římskokatolický kněz, čen řádu menších bratří, zavražděný během salvadorské občanské války. Katolická církev jej uctívá jako blahoslaveného mučedníka.

## Život
Narodil se dne 28. ledna 1923 v Mansuè rodičům Vittoriu Spessottovi a Giuseppině Zamunerové, jež pracovali jako farmáři. Křest přijal dva dny po svém narození dne 30. ledna 1923. Později se rozhodl se stát řeholním knězem.
Dne 16. září 1939 vstoupil do noviciátu řádu menších bratří, jehož členové se nazývají františkáni. Dne 17. září 1940 složil své první dočasné řeholní sliby. Zvolil si řeholní jméno, jež nosil sv. Kosma, mučedník z počátku 4. století.
Během svých příprav na kněžství zuřila druhá světová válka, což poznamenalo jeho studia teologie. Dne 19. března 1944 složil slavné řeholní sliby.
Na kněze jej vysvětil benátský patriarcha Adeodato Piazza dne 27. června 1948 vysvěcen na kněze v bazilice Santa Maria della Salute v Benátkách. Již před přijetím kněžského svěcení se toužil stát misionářem v dalekých zemích. Žádal proto své nadřízené, aby mohl být zařazen do některé z misijních cest. Ti jeho žádosti později vyhověli a poslali ho se skupinkou dalších misionářů do Střední Ameriky.
Odplul z Janova dne 9. března 1950 a 4. dubna téhož roku doplul do La Unión v Salvadoru, kde byl nedostatek kněží.
Zde měl na starost správu farností. Zajímavostí je, že zde začal poprvé praktikovat pěstování vinné révy ze své rodné země, načež tato praxe se zde později uchytila.
Pomáhal zde chudým a potřebným. Po rozpoutání salvadorské občanské války odsuzoval násilí na nevinných obětech. Pohřbíval také mrtvoly zavražděných křesťanů, jež v té době ležely bez povšimnutí na ulicích.
Začal být v hledáčku komunistické strany, jejíž činnost hlasitě odsuzoval. V sobotu dne 14. června 1980 večer byl při přípravě na bohoslužbu před oltářem kostela v San Juan Nonualco zastřelen neznámými osobami. Stalo se tak necelé tři měsíce po vraždě arcibiskupa sv. Óscara Romera, k níž došlo rovněž v Salvadoru.

## Úcta
Jeho beatifikační proces byl zahájen dne 17. července 1999, čímž obdržel titul služebník Boží. Dne 26. května 2020 podepsal papež František dekret o jeho mučednictví, čímž odstranil poslední bariéru pro jeho blahořečení.
Samotný akt blahořečení (při kterém byli blahořečeni další tři salvadorští mučedníci) se konal v na náměstí Spasitele světa v San Salvadoru dne 22. ledna 2022. Předsedal mu jménem papeže Františka kardinál Gregorio Rosa Chávez.
Jeho památka je připomínána 10. června. Je zobrazován v kněžském rouchu.